# Gisela Rack
Gisela Rack (geboren am 27. August 1926 in Beuthen; gestorben am 23. April 2013 in Hamburg) war eine deutsche Acarologin und Parasitologin. Ihre Forschungsschwerpunkte waren Milben und deren Rolle als Vorratsschädlinge, Parasiten und Überträger von Zoonosen.

## Jugend und Studium
Gisela Rack war die Tochter eines oberschlesischen Lehrers und besuchte in ihrem Heimatort die Volks- und Oberschule bis zum Notabitur im Jahr 1944. Anschließend wurde sie vom Reichsarbeitsdienst zur Arbeit in einer Munitionsfabrik eingezogen. Nach Kriegsende lebte sie mit ihrem 1942 verwitweten Vater und drei jüngeren Geschwistern in Goslar. Dort musste sie, weil ihr Notabitur nicht zum Hochschulstudium berechtigte, wieder ein Gymnasium besuchen und 1946 das reguläre Abitur ablegen. Da sie ihre Geschwister versorgen musste, konnte sie erst 1949 mit dem Studium der Biologie, Chemie und Physik an der Universität Hamburg beginnen. Unter ihren Professoren waren Berthold Klatt, Konstantin von Haffner Curt Kosswig und Herbert Weidner. Rack schloss ihr Studium 1956 als Diplombiologin ab. Ihre Diplomarbeit und ihre Dissertation von 1958 behandelten Spinnmilben und Gallmilben als Pflanzenparasiten von erheblicher wirtschaftlicher Bedeutung.

## Forschung und Lehre
Nach ihrer Promovierung wurde Rack 1960 am Zoologischen Museum Hamburg angestellt. Bald wurde sie Hauptkustos der Sammlung „Pararthropoda (Stummelfüßer und Bärtierchen), Chelicerata und Myriapoda“. In den Jahrzehnten ihrer Tätigkeit für das Museum wurde der Sammlungsbestand erheblich ausgeweitet, die Acaridensammlung ist heute eine der umfangreichsten der Welt. Racks Forschungen behandelten schwerpunktmäßig Milben in ihrer Rolle als Vorratsschädlinge und Überträger von Zoonosen. Sie beschrieb 93 Taxa, überwiegend Milben, darunter mehrere Gattungen und die Familie Athyreacaridae.
Rack verfasste alleine oder gemeinsam mit Fachkollegen mehr als 120 Publikationen. Von 1977 bis zu ihrer Pensionierung im Jahr 1991 war sie Schriftleiterin der Entomologischen Mitteilungen aus dem Zoologischen Museum Hamburg und der Mitteilungen aus dem Hamburgischen Zoologischen Museum und Institut.
Gisela Rack wurde halbanonym auf dem Friedhof Bernadottestraße in Hamburg-Ottensen beigesetzt. 

## Dedikationsnamen
Nach Gisela Rack wurden mehr als 30 Taxa der Wirbellosen benannt, darunter die Gattungen Rackia Mahunka, 1975 und Giselia Magowski, 1997. Dabei handelt es sich überwiegend um Milben, aber auch um die Schließmundschnecke Euxina (Euxina) rackae Brandt, 1961, den Hundertfüßer Winklerostreptus rackae Démange, 1969, die Webspinne Maijana rackae Lehtinen, 1981 aus der Familie Tetrablemmidae, das Bärtierchen Echiniscus rackae Dastych, 1986 und den Skorpion Lychas rackae Kovařík, 1997.

## Veröffentlichungen (Auswahl)
- Eriophyiden als Bewohner der Wirrzöpfe zweier Weidenarten. Dissertation, Universität Hamburg 1958 und in: Mitteilungen aus dem Hamburgischen Zoologischen Museum und Institut 1958, Band 56, S. 31–80, ISSN 0072-9612.
- (mit Herbert Weidner) Tables de détermination des principaux ravageurs des denrées entreposées dans les pays chauds. Deutsche Gesellschaft für Technische Zusammenarbeit (GTZ), Rossdorf 1984, ISBN 3-88085-185-9.
- (mit Herbert Weidner, nur die Acariden) Bestimmungstabellen der Vorratsschädlinge und des Hausungeziefers Mitteleuropas. 5., überarbeitete und erweiterte Auflage. G. Fischer, Stuttgart 1993.